# 아리아텍
아리아텍(Ariatech Inc.)은 대한민국 경기도 안양시에 본사를 둔 ICT 기반의 중소기업으로, 이동통신 핵심망 시스템과 스마트팩토리 통합 플랫폼 구축 및 솔루션 제공을 전문으로 한다. 기업 주요 제품에는 4G/5G Core 솔루션(HSS, UDM, PCF, UDR, TAS 등)과 제조운영관리시스템(Radix‑MOM), MES, POP, WMS, APS, ezMOM 등이 포함된다.

## 주요 핵심 역량
1. 이동통신 핵심망 솔루션

아리아텍은 2G·3G 시대부터 4G LTE 및 5G Core 네트워크 시스템에 이르기까지 광범위한 통신망 솔루션을 개발하고 상용화해 왔다. 특히 LG유플러스를 비롯한 국내 이동통신 사업자에 HSS, UDM, PCF, UDR, TAS 등의 솔루션을 지속적으로 공급한다.

2. 스마트팩토리 운영 플랫폼

제조 현장의 자동화와 생산 효율성 향상을 위해 Radix‑MOM, MES, POP, WMS, APS, ezMOM 등의 통합 플랫폼을 개발하고 있으며, 해당 솔루션은 클라우드형 및 구축형 형태로 제공된다. MES 중심의 제조운영관리 기능을 기반으로 산업 현장 맞춤형 스마트팩토리 구축을 지원하고 있다.

## 연혁 (신사업부문)
2025년 8월 기술혁신형 중소기업(Inno-Biz) 선정

2025년 7월 스포츠웨이브_제품생산 및 유통관리시스템 구축 공급 계약

2025년 6월 오알오_경기도형 스마트공장 구축사업 공급 계약

2025년 4월 - 코나엠_정부일반형 스마트공장 구축사업(고도화1) 공급 계약, 장암칼스_정부일반형 스마트공장 구축사업(고도화1) 공급 계약

2025년 03월 스마트팩토리+오토메이션월드 2025(SF+AW 2025) (3.12~3.14, COEX) 전시회 참가

2024년 9월 벤처기업 인증

2024년 5월 삼덕티엠피_스마트공장 구축 공급 계약

2024년 3월 스마트팩토리+오토메이션월드 2024(SF+AW 2024) (3.27~3.29, COEX) 전시회 참가

2024년 1월 데이터바우처 공급기업 등록, AI 데이터바우처 공급기업 등록

2023년 10월 스마트공장 사업관리 시스템(KOSMO) 공급기업 역량진단 우수 공급기업 선정

2023년 3월 스마트팩토리+오토메이션월드 2023(SF+AW 2023) (3.8~3.10, COEX) 전시회 참가

2023년 1월 데이터바우처 공급기업 등록, AI 데이터바우처 공급기업 등록

2022년 9월 예맛상사_스마트공장 구축 공급 계약

2022년 8월 기술혁신형 중소기업(Inno-biz) 선정, 팀코리아_스마트공장 구축 및 고도화(기초) 공급 계약

2022년 3월 스마트팩토리+오토메이션월드 2022(SF+AW 2022) (3.4~3.6, COEX) 전시회 참가, 산업통상자원부 “2020년 산업기술국제협력 국제공동기술개발사업” 다자 공동펀딩 R&D “EUREKA” 프로그램 사업 2차년도 완료

2022년 1월 데이터바우처 공급기업 등록, AI 데이터바우처 공급기업 등록

2021년 12월 미감 화장품 색상관리시스템 v1.0 한국표준협회 AI 기술검증(AIMV-0013), 색조화장품 표준색상 맞춤 AI 구축 TTA 인증 (BT-A-21-0402)

2021년 11월 이지유니버스_스마트공장구축및 고도화(기초) 공급 계약

2021년 4월 nipa “AI융합 지역특화산업지원 사업”의 “AI 지역특화 솔루션 실증과제” 사업 선정

2021년 3월 산업부 “2020년 산업기술국제협력 국제공동기술개발사업” 다자 공동펀딩 R&D “EUREKA” 프로그램 사업 1차년도 완료

## 연혁 (이동통신사업부문)
2024년 11월 LG유플러스 IXIO 서비스 S/W 개발 및 상용 적용(HSS, UDC, TAS), LG유플러스 써킷브레이커 서비스 개발 및 상용 적용(HSS, UDC, TAS)

2024년 9월 벤처기업 인증

2024년 6월 LG유플러스 LTE-UDC 시스템 납품 및 시험

2024년 4월 LG유플러스 5G Core Network 시스템 납품 및 시험

2023년 12월 LG유플러스 5G Core Network 시스템 납품 및 시험

2023년 11월 LG유플러스 vTAS(NFV 플랫폼) 장비 납품 및 개통

2023년 8월 LG유플러스 OTA 시스템 가입자 용량 증설

2023년 6월 LG유플러스 국제전화 착신 안내방송 기능 개발 및 상용 적용(HSS, UDC, TAS), LG유플러스 스팸전화 알림 기능 개발 및 상용 적용(HSS, UDC, TAS)

2022년 8월 기술혁신형 중소기업(Inno-biz) 선정

2022년 6월 LG 유플러스 5G Core Network 시스템 납품 계약

2021년 10월 LG유플러스 5G Core Network 시스템 납품 및 개통

2021년 6월 LG유플러스 5G Core Network 시스템 납품

2021년 4월 LG유플러스 5G Core Network 시스템 증설 계약

2020년 12월 LG유플러스 5G UDC 라이센스 증설

2020년 11월 LG유플러스 5G SA(Stand Alone) UDM, PCF 및 UDR 납품 완료

2020년 5월 LG유플러스 혁신 파트너십 진행, LG유플러스 5G SA(Stand Alone) UDM, PCF 및 UDR 증설 계약

2020년 4월 LG유플러스 재난망용 Corc망 시스템 납품 계약, LG유플러스 HSS 시스템 외 7종 유지보수 계약체결, LG유플러스 5G SA(Stand Alone) Core망 UDR, UDM, PCF 시스템 개발 완료

2020년 3월 혁신성장 핵심인재 집중양성 사업 진행

2019년 12월 Atlassian Jira Software 등 업무용 솔루션 도입

2019년 10월 LG유플러스 5G Core망 UDR, UDM, PCF 시스템 납품 계약

2019년 9월 현대오토에버 협력업체 등록

2019년 7월 "한국클라우드사업 협동조합" 가입(중소벤처기업부 인가)

2019년 6월 벤처기업 인증(제20190107936호, 기술보증기금)

2019년 4월 LG유플러스 5G Core망 UDR, UDM, PCF 시스템 상용 개통, LG유플러스 HSS 시스템 외 7종 유지보수 계약 체결

2019년 2월 LG유플러스 NB loT-HSS 시스템 상용 개통, LG유플러스 5G Core망 UDR, UDM, PCF 상용 시스템 납품 계약

2018년 12월 LG유플러스 5G UDR, UDM(HSS-FE), PCF(PCRF-FE) 시험 시스템 시험 완료

2018년 10월 한국 소프트웨어 산업 협회 가입

2018년 9월LG유플러스 5G UDR, UDB(HSS FE), PCF(PCRF FE) 시험 시스템 납품 및 시험

2018년 8월 LG유플러스 NB-IoT HSS 시험 시스템 납품 및 시험

2018년 6월 LG유플러스 5G UDR, UDM(HSS-FE), PCF(PCRF-FE) 개발 및 납품 업체 선정, LG유플러스 NB-IoT HSS 개발 및 납품 업체 선정

2018년 4월 LG유플러스 HSS 시스템 외 7종 유지보수 계약 체결

2018년 1월 지능정보산업협회(AIIA) 회원사 가입

2017년 9월 동양미래대학교 산학협력

2017년 6월 LG유플러스 HSS 시스템 외 7종 유지보수 계약 체결, 벤처기업 인증(제20170107093호, 기술보증기금), 기업부설연구소 인증(제2017113040호, 한국산업기술진흥협회), LG유플러스 협력사 등록

2017년 4월 Microsoft Office365 등 업무 솔루션 도입, (주)아리아텍 설립